# Xinsheng (sockenhuvudort i Kina, Heilongjiang Sheng, lat 46,76, long 127,71)
Xinsheng (kinesiska: 新胜, 新胜乡) är en sockenhuvudort i Kina. Den ligger i provinsen Heilongjiang, i den nordöstra delen av landet, omkring 140 kilometer nordost om provinshuvudstaden Harbin. Antalet invånare är 31 260. Befolkningen består av 15 054 kvinnor och 16 206 män. Barn under 15 år utgör 13,0 %, vuxna 15-64 år 79 %, och äldre över 65 år 6,0 %.
Runt Xinsheng är det ganska tätbefolkat, med 67 invånare per kvadratkilometer. Xinsheng är det största samhället i trakten. Trakten runt Xinsheng består till största delen av jordbruksmark.
Genomsnittlig årsnederbörd är 915 millimeter. Den regnigaste månaden är juli, med i genomsnitt 219 mm nederbörd, och den torraste är januari, med 9 mm nederbörd.